# Gnojka wytrwała
Gnojka wytrwała (Eristalis tenax) – owad z rodziny bzygowatych. Długość 15-19 mm, barwy żółtawoszarej.

## Tryb życia
Owad dojrzały żywi się pyłkiem i nektarem. Owady te są pożytecznymi zapylaczami, żerują m.in. na koprze, pietruszce i marchwi.

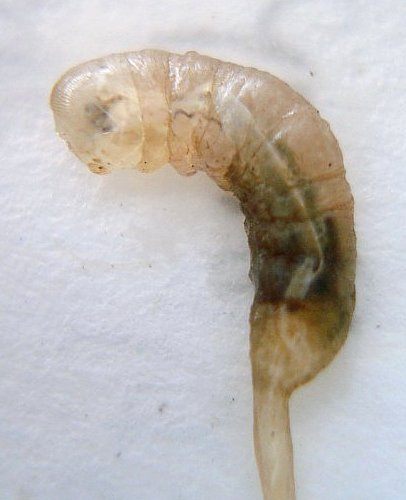
Czerw gnojki wytrwałej

Samice składają jaja w locie, umieszczając je w zanieczyszczonych zbiornikach wody, nieczystości lub gnojówce. Po około dwóch tygodniach z jaj wydostają się jasno ubarwione, charakterystycznie wyglądające larwy z długimi cienkimi ogonkami, służącymi do oddychania, prowadzące wodny tryb życia. Larwy po dwóch tygodniach opuszczają środowisko, w którym się rozwijały i przepoczwarczają się.

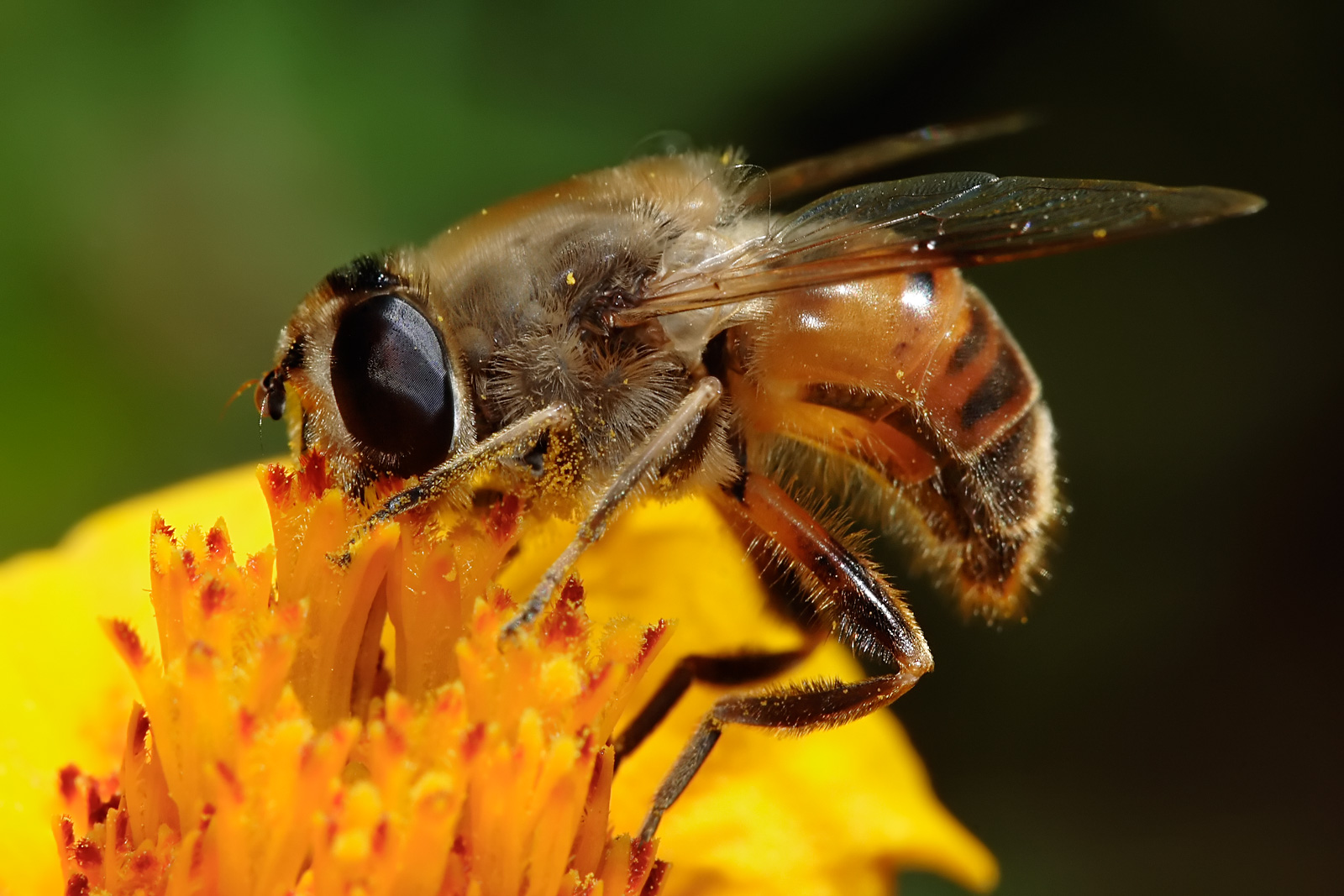
Eristalis tenax żerująca na kwiatach nagietka. Melbourne, Australia kwiecień 2007

Gatunek kosmopolityczny, znany ze wszystkich kontynentów prócz Antarktydy oraz z wielu wysp, np. Hawajów, Nowej Zelandii czy Wyspy Wielkanocnej. Jego ojczyzną jest Europa.